# Дуб болотный
Дуб боло́тный (лат. Quércus palústris) — крупное дерево родом из Северной Америки; вид рода Дуб (Quercus) семейства Буковые (Fagaceae).

## Ботаническое описание

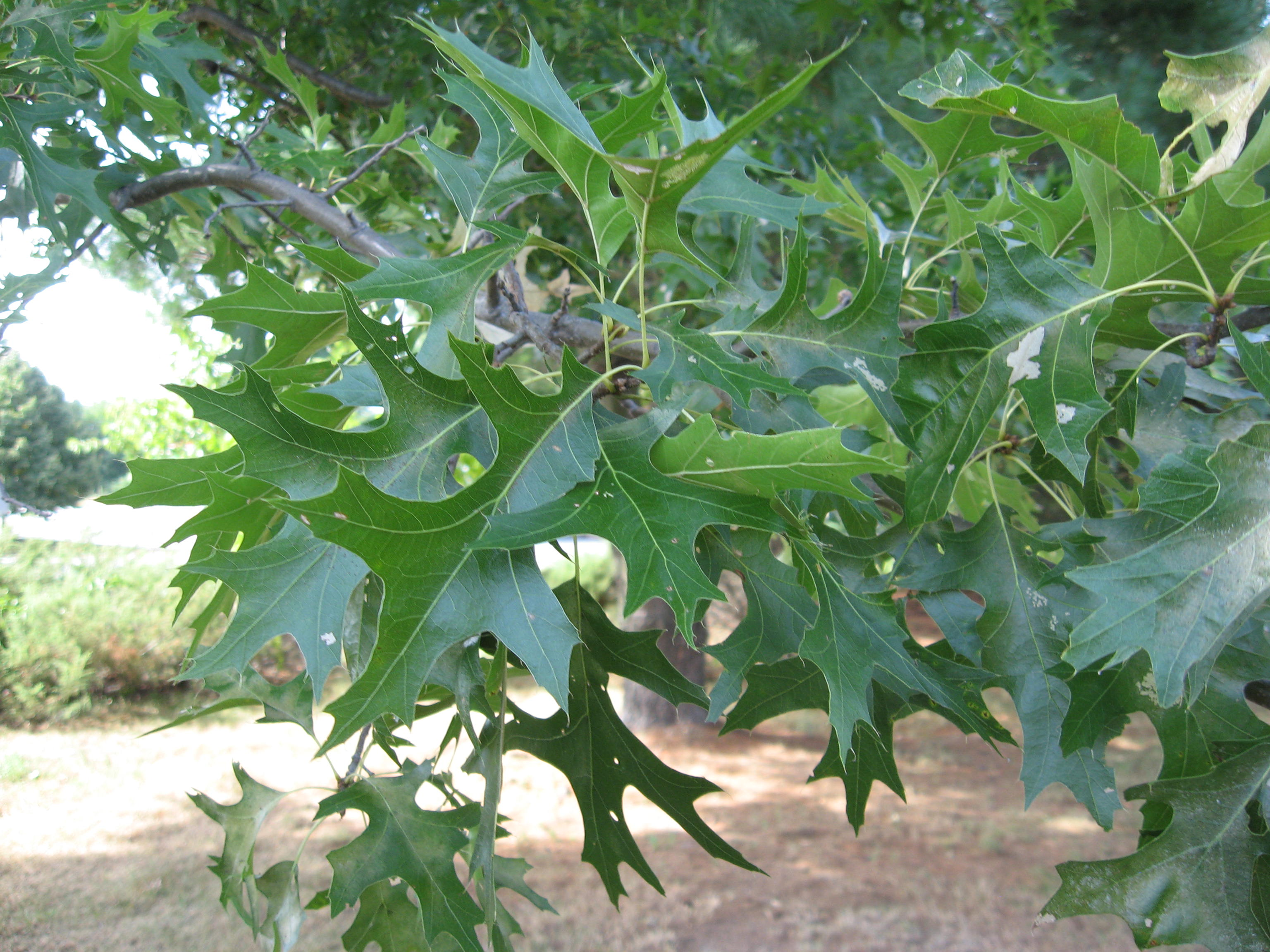
Листья дуба болотного.

Дуб болотный — стройное дерево высотой до 25 м и диаметром проекции кроны 10—15 м. Крона пирамидальная (в молодости узкопирамидальная, затем — широкопирамидальная). Кора ствола зеленовато-коричневая, долго остаётся гладкой.
Листья длиной до 12 см, с пятью-семью глубоко вырезанными, почти до середины листа, зубчатыми лопастями, сверху ярко-зелёные, снизу светлее, с пучками волосков в уголках жилок. Осенью — ярко-пурпуровые.
Жёлуди сидячие, почти шаровидные, в поперечнике до 1,5 см, примерно на треть охвачены плюской.

## Распространение и экология
Родиной его считается Северная Америка, в основном восток США — от Коннектикута до Канзаса. Севернее вид распространён вплоть до канадской провинции Онтарио.
Болотный дуб произрастает в восточной части Северной Америки. Естественный ареал простирается от юго-западных штатов Новой Англии на запад до крайнего южного Онтарио, южного Мичигана, северного Иллинойса и Айовы и на юг до Миссури, восточного Канзаса и северо-восточной Оклахомы, затем на восток до центрального Арканзаса, Теннесси и центральной части Северной Каролины Вирджиния.
Места произрастания — участки речных долин предгорного уровня, которые также могут быть затоплены в течение нескольких недель. Вопреки тому, что следует из названия, болотные районы избегаются. Болотный дуб произрастает в нормальных и умеренно сухих местах.
По сравнению с дубом красным и дубом северным данный вид менее морозостоек, более требователен к почве и её влажности. Хорошо переносит городские условия.

## Использование
Древесина болотного дуба более низкого качества по сравнению с другими породами дуба. Твердый и тяжелый, он используется для производства топлива и целлюлозы, а также для железнодорожных шпал. Он также подходит для изготовления домашней мебели. Древесина имеет мягкую, очень ровную структуру с характерным коричневатым цветом, переходящим в розовый. За пределами Северной Америки древесина почти не используется в промышленности из-за её ограниченной доступности и очень мало используется в лесном хозяйстве.

## Систематика
Название вида Quercus palustris впервые было опубликовано в 1770 году Отто Фрайхерром фон Мюнхгаузеном в Der Hausvater, 5 (1), стр. 253.
Quercus palustris образует естественные гибриды:
- Quercus × mutabilis Palmer & Steyerm. (с Quercus shumardii),
- Quercus × vaga Palmer & Steyerm. (с Quercus velutina),
- Quercus × schochiana Dieck (с Quercus phellos),
- Quercus × columnaris Laughlin (с Quercus rubra),
- безымянный гибрид (с Quercus coccinea) .